# Guerra anglo-española (1761-1763)
La guerra anglo-española se libró entre el Reino Unido de Gran Bretaña y el Reino de España como parte de la guerra de los Siete Años. Duró desde diciembre de 1761 hasta febrero de 1763, cuando fue firmada la paz del tratado de París y que supuso fin al conflicto.

## Antecedentes
Cuando se declaró la guerra entre Francia y Gran Bretaña en 1756, España se mantuvo neutral. El primer ministro del rey Fernando VI de España, Ricardo Wall, se opuso a entrar en guerra. Gran Bretaña hizo un intento de persuadir a España a unirse a la guerra como su aliado, al ofrecer Gibraltar a cambio de ayuda española en Menorca, pero esta fue rechazada por Madrid.
Todo cambió cuando Fernando VI murió en 1759 y fue sucedido por su hermano Carlos III. Uno de los objetivos principales de la política de Carlos era la supervivencia de España como potencia colonial y, por tanto, como una potencia a tener en cuenta en Europa.
En 1761, Francia parecía perder la guerra contra Gran Bretaña. Por otra parte, España sufrió los ataques de los corsarios ingleses en aguas españolas, y reclamó una indemnización.
Ante el temor de que una victoria británica sobre Francia en la guerra de los Siete Años, podría alterar el equilibrio de poder colonial, firmó el tercer Pacto de Familia con Francia en agosto de 1761.
Esto provocó la guerra con Gran Bretaña en enero de 1762.

## La guerra

### Invasión de Portugal
España acordó con Francia la invasión de Portugal, que se mantuvo neutral, pero que era un importante aliado económico de Gran Bretaña. Francia, esperó que este nuevo frente arrastre las fuerzas británicas hasta Portugal.
El plan español original era tomar Almeida (Portugal) y luego avanzar hacia el Alentejo y Lisboa, pero después de que el marqués de Sarria había sido nombrado comandante jefe, decidió comenzar un ataque en el norte de Oporto como su objetivo. Esto supondría un duro golpe a los británicos, que tenían grandes intereses comerciales en Oporto, y también sería agradable a Isabel de Farnesio, que quería preservar la posición de su hija Mariana Victoria como reina consorte de Portugal.
A principios de mayo, las tropas españolas de Galicia entraron en Portugal y fácilmente tomaron las ciudades indefensas de Chaves, Braganza y Miranda de Duero, que fue fortificada, pero capituló inmediatamente después de una explosión accidental que había abierto una brecha grande en las paredes. Luego invadieron la meseta Trás-os-Montes hasta Torre de Moncorvo, que los españoles capturaron debido a una gran cantidad de armas y municiones.
El ataque a Oporto llegó a un punto muerto, porque los españoles no se dieron cuenta de las dificultades del país al ser atravesado y tuvieron que acampar. Otro retraso fue causado por el hecho de que el cuerpo principal de las tropas españolas en Zamora, destinado a Almeida, se llevaron a cabo por el inundado río Esla, afluente norte del río Duero, que no podían cruzar hasta llegar a un puente. Francia también envió unos 12 000 hombres, pero esta fuerza fue diezmada por la enfermedad y se vio incapacitada para la invasión. El marqués de Sarria fue sustituido por el conde de Aranda a mediados de agosto.
Este retraso dio a los británicos el momento de llevar más de cinco regimientos bajo John Campbell, . Llegaron a Lisboa en la tercera semana de julio. Se decidió que Jonh Campbell sería el segundo al mando y que el alemán Wilhelm se haría cargo del mando del enfermo Tyrawley Baron.
A mediados de agosto, el Conde de Aranda, cruzó el río Coa, y sitió y tomó la fortaleza fronteriza clave de Almeida (Sitio de Almeida) el 25 de agosto. Wilhem había decidido que aliviaría la presión sobre Almeida y Oporto organizando un contraataque. John Burgoyne apoyado por un cuerpo considerable de infantería portuguesa cruzó el río Tajo y el 27 de agosto tomó la ciudad española de Valencia de Alcántara por sorpresa. Capturaron un número de prisioneros españoles, incluyendo un general español. Esta victoria elevó la moral de los portugueses.
Wilhem organizó una defensa a lo largo del río Cécere, y pasó el verano estudiando las posiciones españolas y pensando en las contramedidas, dirigiendo a sus tropas en muchas marchas. Se impidió a los españoles cruzar el río Tajo en Vila Velha de Ródão, y el 7 de octubre derrotó a los españoles en la batalla de Vila Velha y poner fuera de combate a una batería de cañones que estaban a punto de ser desplazadas, y con seguridad, cruzar el río de nuevo. A mediados de octubre las lluvias habían inundado el Cécere, haciéndolo impracticable cruzarlo. En noviembre los españoles atacaron dos lugares pequeños, Marvão y Ouguela que se llevaron a cabo con éxito.
El 24 de noviembre el Conde de Aranda informó a Wilhem que los preliminares de paz habían sido firmados, por lo que acordaron un armisticio abortando la invasión de Portugal.

### Guerra en las colonias

#### Toma de La Habana

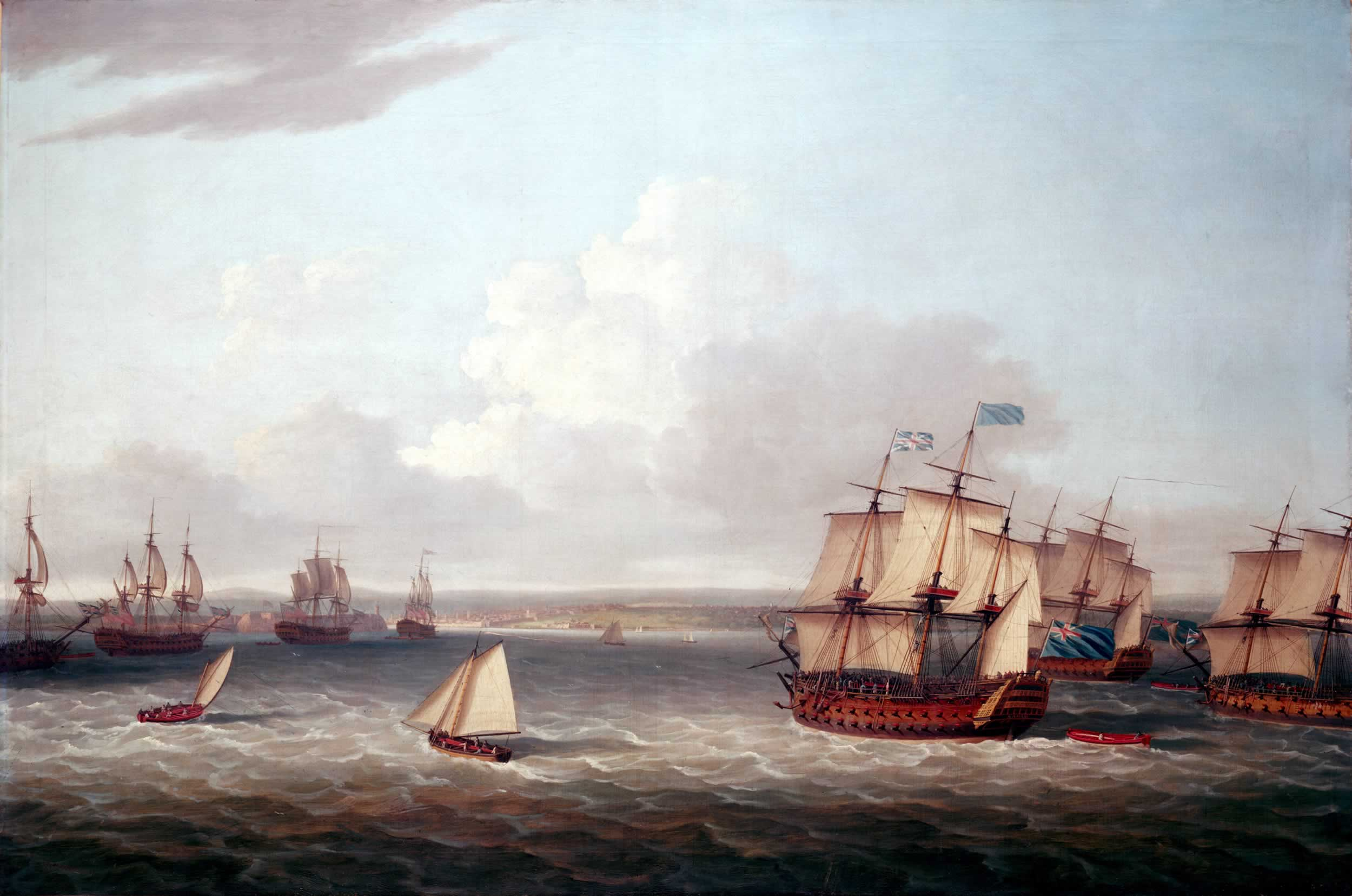
La flota británica entrando en La Habana.

En 1762 los británicos presentaron una fortísima flota contra la capital cubana, la cual cayó después de duros combates. Vale destacar que uno de los aspectos que más influyeron en la derrota española fue la ineficacia del gobernador español de La Habana, el cual en vez de sacar la flota española fuera de la bahía para dar batalla al enemigo, optó en prender fuego a algunas naves a la entrada de la bahía y así evitar la entrada de los barcos ingleses. Esto fue un error fatal, pues permitió a los ingleses que entraran sin ninguna oposición marítima, ya que los barcos españoles quedaron sin poderse usar.
A pesar de lo anterior, las tropas británicas tuvieron que sacrificar un gran número de hombres y recursos para poder ocupar la urbe, primeramente tuvieron que levantar un sitio muy prolongado al castillo del Morro el cual ponía en jaque a los invasores y solo después de haber ocupado la colina del frente (la Cabaña, donde posteriormente se edificaría la fortaleza homónima), pudieron abrir fuego de artillería y abrir una brecha, que hizo que finalmente la fortaleza cayera. En la defensa de esta fortaleza se destacó el jefe español Luis Vicente de Velasco, que defendió bravamente el castillo hasta morir, al contrario de los otros líderes españoles que huyeron a Jesús del Monte y otras zonas lejanas al combate.
También los británicos tuvieron graves problemas por el constante hostigamiento de las milicias formadas por los criollos, al mando del alcalde de la villa de Guanabacoa. Pero las victorias españolas levantaron celos en el frustrado gobernador español, que lo mandó retirar del combate, enviándolo a Jesús del Monte, donde murió de un infarto.

#### Campaña británica en Nicaragua
En 1762, el gobernador británico de Jamaica, ordenó un ataque sobre Nicaragua. El ataque consistía en remontar el río San Juan (Nicaragua) con una flota para tomar la ciudad de Granada. El ejército británico constaba de varias embarcaciones y unos dos mil hombres, incluyendo indios Miskitos. Al mando de la guarnición española, se encontraba la hija del comandante (este había muerto) Herrera y el teniente Juan Aguilar y Santa Cruz que se encontraban en el castillo de la Inmaculada Concepción con una fuerza de tan solo cien soldados españoles.
La fuerza expedicionaria británica llegó a la fortaleza el 26 de julio de 1762 empezando el asedio. Gran Bretaña pidió la petición de rendición, pero Herrera la rechazó, por lo que los británicos formaron una línea de escaramuza, creyendo que esto sería suficiente para lograr entrar en la fortaleza. Herrera, entrenada en el manejo de armas, disparó uno de los cañones y logró matar al comandante británico. El ejército, enfurecido por la muerte de su líder, comenzó un vigoroso ataque contra la fortaleza que continuó durante toda la noche. La guarnición, energizada por el heroísmo de Herrera, montó una resistencia feroz que causó grandes pérdidas a los soldados británicos y a los barcos. Al caer la noche, Herrera ordenó a las tropas lanzar algunas hojas empapadas con alcohol al río en ramas flotantes a las que prendieron fuego. La corriente arrastró el material en llamas hacia la flota enemiga. Esta acción inesperada obligó a las tropas invasoras británicas a suspender su ataque para el resto de la noche y retirarse a posiciones defensivas. Al día siguiente, los británicos volvieron a asediar a la fortaleza, pero con pocos avances y muchas bajas en su bando.
El teniente Juan de Aguilar, junto a Herrera, llevó a los defensores a la victoria en una batalla que duró seis días. Herrera, que estaba al mando de los cañones de la fortaleza, logró, no sólo defender la posición, sino también derrotar a una de las fuerzas británicas mejor entrenadas en el Caribe. Los británicos, finalmente, levantaron el cerco y se retiraron el 3 de agosto de 1762, poniendo rumbo a Jamaica.

#### Ocupación de Manila
El 24 de septiembre de 1762, una flota británica de ocho buques de la línea, tres fragatas, y cuatro buques con una fuerza de 6839 regulares, marinos y infantes de marina, navegó hacia la bahía de Manila desde MadrásTracy, 1995, p. 9 La expedición, encabezada por William Draper y vicealmirante Samuel Cornish, capturaba Manila, «la mayor fortaleza española en el Pacífico occidental».
La derrota española no fue realmente sorprendente. El anterior Gobernador General de Filipinas, Pedro Manuel de Arandia, había muerto en 1759 y su reemplazo, el brigadier Francisco de la Torre no había llegado a causa del ataque británico en La Habana en Cuba. la corona española nombró al arzobispo de Manila Manuel Rojo del Río y Vieyra como temporal vicegobernador. En parte, porque la guarnición fue ordenado por el arzobispo, en lugar de por un experto militar, se cometieron muchos errores por las fuerzas españolas
El 5 de octubre de 1762, la noche antes de la caída de Intramuros, los militares españoles convencieron a Rojo a convocar un consejo de guerra. Varias veces el arzobispo quiso rendirse, pero fue impedido. Por el fuego de la batería muy pesado ese día, los británicos habían violado con éxito las paredes del baluarte de San Diego, se secó la zanja, desmontó los cañones de ese bastión y los dos baluartes contiguos, San Andes y San Eugeno, prendieron fuego a las partes de la ciudad, y se dirigió a las fuerzas españolas de las paredes. En la madrugada del 6 de octubre, las fuerzas británicas atacaron las fortificaciones con poca resistencia.
Durante el asedio los militares españoles perdieron tres oficiales, dos sargentos, 50 soldados de la línea, y 30 civiles de la milicia, además de muchos heridos. Entre los nativos había 300 muertos y 400 heridos. Los sitiadores perdieron cerca de 1000 hombres, de los cuales 16 eran oficiales. La flota disparó sobre la ciudad más de 5000 bombas, y más de 20 000 bolas.
Una vez que Manila cayó a las tropas británicas, las iglesias y oficinas públicas fueron saqueadas, los objetos de valor fueron tomadas y documentos históricos como los registros de los Agustinos, documentos oficiales y hasta las placas de cobre para el gran mapa del siglo XVIII Murillo Velarde de Filipinas fueron saqueadas junto con el pertrechos navales en el astillero naval de Cavite, las pinturas en el Palacio del Gobernador General, el contenido de las iglesias de Intramuros y las posesiones de la mayoría de las casas ricas. Violación, el homicidio y el vandalismo también arrasaron la ciudad en lo que se conoce como el primer "Violación de Manila". Para colmo, los británicos exigieron un rescate de cuatro millones de dólares del gobierno español para detener el saqueo de la ciudad, algo a lo que el Arzobispo Rojo acordado a fin de evitar una mayor destrucción.
El 2 de noviembre de 1762, Dawsonne Drake de British East India Company asumió el cargo como gobernador el gobernador británico de Manila. Fue asistido por un consejo de cuatro, formada por John L. Smith, Russel Claud, Brooke Henry y Samuel Johnson. Villacorta logró escapar. Cuando después de varios intentos de Drake dio cuenta de que no estaba recibiendo tantos activos que esperaba, formó un Consejo de Guerra que llamó Chottry Tribunal de Justicia, con el poder absoluto para encarcelar a cualquier persona que deseaba. ". Sólo se conoce a sí mismo" Muchos españoles, mestizos, chinos y los indios fueron llevados a las cárceles por delitos que, como denunció el capitán Thomas Backhouse,
Mientras tanto, la Real Audiencia de Manila había organizado un consejo de guerra y enviado al oidor don Simón de Anda y Salazar a la ciudad de la provincia de Bulacan para organizar la resistencia. La Audiencia Real Anda también le nombró como Teniente Gobernador y Oidor General.Tracy, 1995, p. 58 Esa noche Anda tomó una parte sustancial de la tesorería y los registros oficiales con él, saliendo de Fort Santigo a través del postigo de Nuestra Señora de la Soledad, a un barco en el río Pasig, y luego a Bulacan. Se trasladó la sede de Bulacan a Bacolor en provincia de Pamplona, que era más segura de los británicos, y rápidamente obtuvo el apoyo de gran alcance de la agustinos.
Anda finalmente levantó un ejército que ascendía a más de 10 000 combatientes, la mayoría de ellos nativos voluntaria, y aunque no tenían suficientes armas modernas, tuvieron éxito en mantener las fuerzas británicas confinado dentro de Manila. El 8 de octubre de 1762 Anda escribió a Rojo le informaba de que había Anda asumió el cargo de gobernador y capitán general conforme a los estatutos del Consejo de Indias, que permitió la devolución de la autoridad del Gobernador a la Audiencia en los casos de motín o la invasión de fuerzas extranjeras, como tal fue el caso. Anda, siendo el más alto miembro de la no cautiva por los británicos Audiencia, asumió todos los poderes y exigió el sello real,a lo que Rojo se negóTracy, 1995, pp. 58–59
El acuerdo de entrega entre el Arzobispo Rojo y el ejército británico garantizaba la religión católica y su gobierno episcopal, asegura la propiedad privada, y concedió a los ciudadanos de la antigua colonia española de los derechos de los viajes pacífica y de comercio «como súbditos británicos. Bajo control británico, Filipinas seguirá rigiéndose por la Real Audiencia, los gastos de los cuales iban a ser pagados por España».Tracy, 1995, pp. 58–59 Sin embargo, Anda no reconoció ninguno de los acuerdos firmados por Rojo como válidos, alegando que el arzobispo se ha hecho para que firmen por la fuerza, y por lo tanto, de acuerdo con los estatutos del Consejo de Indias, que no eran válidos. También se negó a negociar con los invasores hasta que se había tratado en el marco jurídico Gobernador General de Filipinas, volviendo a los británicos las cartas que no se abordaron en este sentido. Todas estas iniciativas fueron aprobadas posteriormente por el Rey de España, que lo recompensó y otros miembros de la Audiencia, como José Basco y Vargas, que había luchado contra los invasores.
La fuerza británica en Manila resultó insuficiente para ganar ningún control significativo duración fuera de la capital y fueron derrotados en todos los intentos que hicieron para ocupar otros puestos en cualquier lugar fuera de Manila. Graves desacuerdos entre Dawsonne Drake y los comandantes militares que sustituye Draper y Cornualles impedido o negociaciones fructíferas con Anda o acción militar efectiva.

#### Toma de la colonia de Sacramento

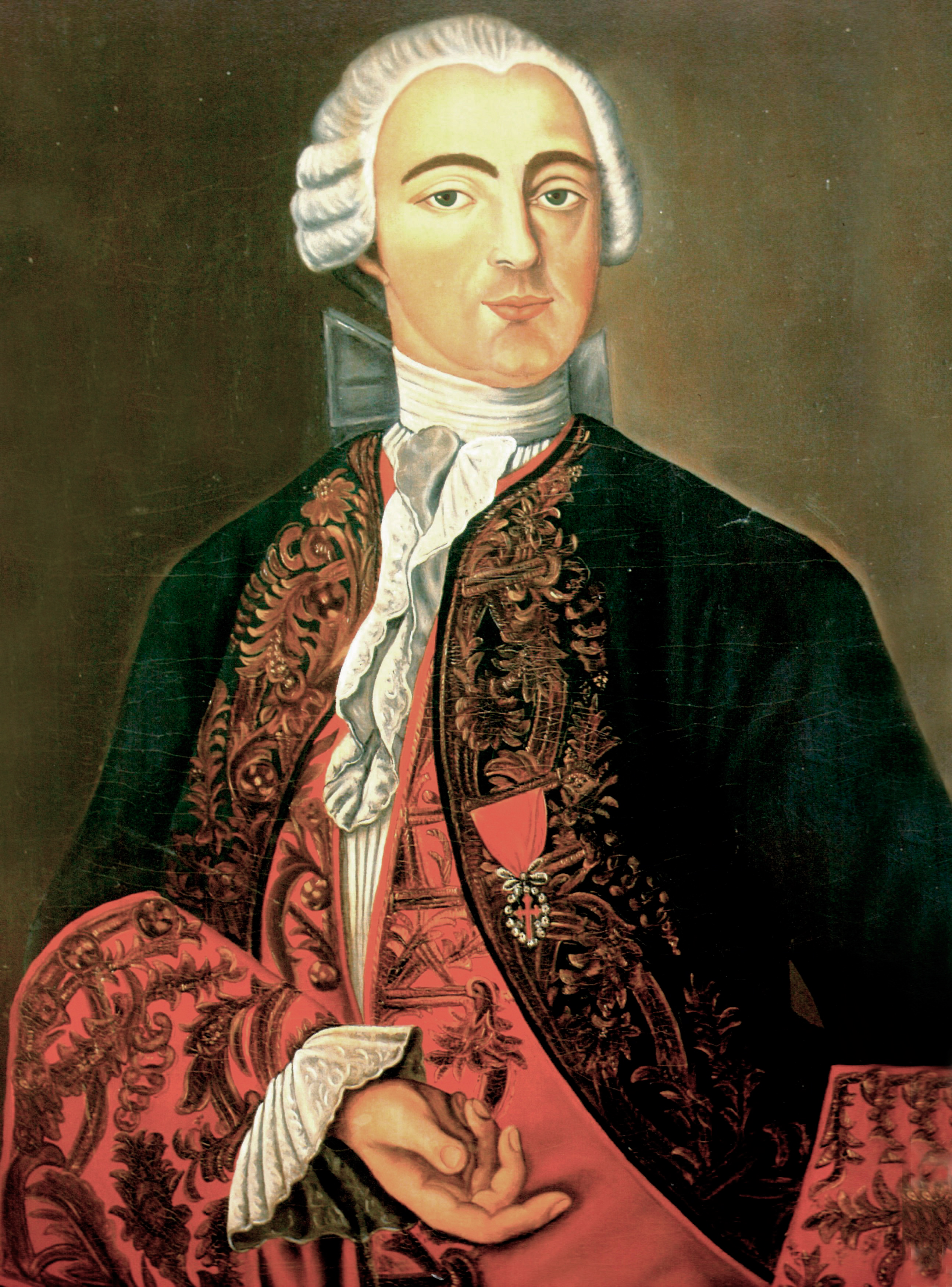
Pedro de Cevallos.

En los primeros días de enero de 1762 la fragata Victoria, con 26 cañones, comandado por el teniente de navío Carlos José de Sarriá, partió de Cádiz rumbo a Buenos Aires con órdenes de que el gobernador del Río de la Plata, Pedro Antonio de Cevallos, de atacar a la Colonia.
Cevallos comenzó a preparar en secreto sus fuerzas y en septiembre de 1762 organizó suficientes hombres y barcos para el ataque. A principios de septiembre partió la flota compuesta por la fragata Victoria, el navío de registro armado Santa Cruz, tres avisos (entre ellos el San Zenón), doce lanchas grandes armadas y quince transportes. 2700 milicianos cruzaron el Río de la Plata y desde el 7 al 14 de septiembre se produjo el desembarco. El 26 de ese mes se les sumó la artillería y municiones procedentes de Montevideo en 113 carros. Luego el ejército fue aumentado por una fuerza de 1200 indígenas misioneros el 27 de setiembre. El 1 de octubre las fuerzas comenzaron a moverse hacia Colonia y el 5 de octubre comenzó el sitio de la plaza.
Las relaciones entre Cevallos, quien comandaba el ejército, y Sarriá, quien comandaba la flota, eran muy malas. Después de desembarcar el ejército y sin la aprobación de Cevallos, Sarriá partió con la flota de 16 barcos hacia la Ensenada de Barragán, en donde permaneció hasta el 29 de octubre con los barcos de su mando: Victoria, Santa Cruz, tres avisos, ocho lanchas y tres buques corsarios. El 14 de octubre 4 bergantines portugueses lograron salir de Colonia evacuando a algunos residentes civiles y llevándose objetos de valor, sin que la flota española actuara. Tres de ellos regresaron a Colonia el 17 de octubre con víveres para los sitiados.
Afortunadamente para los españoles, los portugueses estaban mal preparados y el 31 de octubre de 1762 Vicente da Silva da Fonseca, el gobernador de la plaza, capituló, entrando los españoles en Colonia el 2 de noviembre de 1762, siendo también ocupadas la isla Martín García y la isla San Gabriel. Los prisioneros portugueses son enviados a Río de Janeiro en sus propios buques, mientras que gran parte de los civiles son trasladados a Cuyo.
Gran Bretaña, que estaba ahora oficialmente en guerra con España, no participó en las batallas, pero la British East India Company tuvo planes para conquistar territorio español en Sudamérica y envió dos viejos barcos. El más grande era el HMS Kingston, de 62 cañones, que fue renombrado Lord Clive, el otro barco era la fragata Ambuscade. Se había acordado con los portugueses el reparto del área del Río de la Plata, la Banda Oriental para Portugal y la occidental para el Reino Unido, financiando la campaña la compañía con 100 000 libras esterlinas y los dos barcos.
La pequeña escuadra partió de Londres en julio de 1762 rumbo a Lisboa. El 30 de agosto partieron de esa ciudad al mando del capitán John McNamara, comandando la Ambuscade el capitán William Roberts. En Río de Janeiro el gobernador portugués, Gomes Freire le suministró 9 barcos (uno de ellos era la fragata Nossa Senhora da Gloria, de 38 cañones) transportando 500 soldados al mando del teniente coronel Vasco Alpoin. El 21 de noviembre, la escuadra partió de Río de Janeiro hacia el estuario del Río de la Plata para atacar Buenos Aires y Montevideo, pero al llegar a la altura de esta última ciudad, se enteran de la caída de Colonia, debiendo abandonar el proyecto de tomar Buenos Aires debido a no poder hallar el canal de acceso.
El 4 de enero de 1763, la escuadra decidió atacar y retomar Colonia del Sacramento. El 6 de enero los tres buques mayores bombardearon Colonia. La escuadra española al mando de Sarriá, huyó a la primera vista del enemigo. Sarriá destruyó la bandera de su barco para prevenir su caída en manos enemigas, desembarcó en la isla San Gabriel y mandó hundir a la Victoria que estaba varada en la isla, que finalmente se hundió el 8 de enero por una tormenta. Abandonado por su flota, las defensas costeras españolas combatieron solas, el Lord Clive quedó bajo su fuego, se incendió y se hundió. Murieron 272 hombres a bordo, incluyendo al comandante de la expedición, capitán McNamara, otros 62 fueron rescatados por los españoles. El resto de los barcos aliados retornó a Río de Janeiro, entre ellos la Ambuscade que llevaba 60 muertos de su tripulación.
El Fuerte de Santa Bárbara se hallaba artillado con siete piezas y guarnecido por un efectivo de quinientos correntinos y muchos indígenas, al mando del teniente coronel Antonio Catani cuando el 1 de enero de 1763 fue asaltado y conquistado por fuerzas portuguesas al mando del capitán Francisco Pinto Bandeira, basadas en el Fuerte Jesús, María, José de Río Pardo. Estas fuerzas estaban conformadas por 230 dragones riograndenses y aventureros paulistas (éstos al mando del capitán Miguel Pedroso Leites). La artillería apresada, junto con 9000 cabezas de ganado y 5000 caballos arreados de las estancias de la zona fueron trasladados al fuerte de Río Pardo.
El 10 de febrero de 1763 se firmó el Tratado de París, que puso fin a la Guerra de los Siete Años y obligaba a España a devolver los territorios conquistados.
Aún en control de Colonia del Sacramento, Cevallos marchó con su ejército al este en la primavera, el 19 de marzo de 1763 salió de Colonia con 300 dragones llegando a Maldonado el 29 de marzo. El 8 de abril el ejército salió de Maldonado en dos columnas, la vanguardia iba al mando del capitán Alonso Serrato con 150 hombres, seguía la artillería y en la retaguardia iban 169 carretas.
El 17 de abril mandó construir una batería de 6 cañones frente a la Fortaleza de Santa Teresa, guarnecida por 1500 hombres y 13 cañones. El día 18, 400 portugueses fracasaron en su intento de impedir la construcción de la batería, batidos en retirada, se produjo la deserción de 1200 soldados de la fortaleza, quedando dentro de los muros su comandante, el coronel Luis Tomás Osorio con 280 dragones y 25 oficiales, los que se rindieron al día siguiente (19 de abril), siendo capturado Osorio, quien con poco más de 100 hombres de la guarnición fueron trasladados a Maldonado. Cevallos envió tres destacamentos en persecución de los fugitivos, al capitán Serrato hacia el Fuerte de San Miguel y al capitán José de Molina en dirección a Río Grande, hacia donde debían converger los otros tres destacamentos. El Fuerte de San Miguel se rindió sin combatir, quedando en poder español 13 cañones en Santa Teresa y 15 en San Miguel. Cevallos ordenó la mejora de la Fortaleza de Santa Teresa, siendo su autor el ingeniero Francisco Rodríguez Cardozo.
El 24 de abril arribó a Río Grande de San Pedro y el 12 de mayo de invadió la villa conquistando el Fuerte de Jesús, María, José de Río Grande retirándose los portugueses hacia São José do Norte en la orilla opuesta a Río Grande, que también fue ocupada por Cevallos. Los pobladores portugueses que no huyeron hacia Porto dos Casais, fueron trasladados por Cevallos a Maldonado, dando origen al pueblo de San Carlos. Fueron capturados 27 cañones y 8 morteros.

## Tratado de París
La guerra anglo-española de 1761-1763 y, mayormente, la guerra de los Siete Años terminó en 1763 con la firma del Tratado de París el 10 de febrero.
Los tratados de paz que pusieron fin a la guerra de los Siete Años, representaron una victoria a favor de Gran Bretaña. En este tratado, España dio la Florida a Gran Bretaña a cambio de retirar las tropas británicas establecidas en La Habana y en Manila. Como compensación por la guerra perdida por Francia, el reino francés cedió toda la Luisiana a España.
Gran Bretaña había acordado la destrucción de sus fortificaciones en la Hondura británica (hoy Belice) que causaban problemas con los territorios españoles en Centroamérica, pero mantuvo una colonia de palo de tinte en la zona. España devolvió la Colonia del Sacramento y los territorios conquistados a Portugal. También se anuló continuar con la conquista española de Portugal.